# Mweka
Mweka este un oraș din Republica Democrată Congo.